# Padborg
Padborg (německy Pattburg) je hraniční město na jihu Dánska s přibližně 4 400 obyvateli ležící na hranici s Německem. Městem prochází jednak dálnice E45, jednak železnice, a také historická cesta dánské armády, hærvejen, překračující hranice.
Nachází se několik kilometrů severozápadně od historického obchodního centra Šlesvicka, Flensburgu. Padborg byl v době, kdy se region v roce 1920 po hlasování vrátil pod dánskou nadvládu, malou osadou, ale po zavedení současné hranice se rychle rozrostl. Město je významným dopravním centrem. Při stanovení hranice v roce 1920 byla původně plánovaná hraniční linie posunuta o cca 200 metrů jižněji od Padborgu, než bylo plánováno, aby bylo možné postavit železniční stanici a celní úřad. Padborg je v Dánsku dobře známý pro svůj závodní okruh Padborg Park a také jako sídlo ústředí velkého řetězce Fleggaard.
Padborg má rozvinutý dopravní sektor, přičemž většina největších evropských dopravních společností má ve městě lokální kanceláře. Padborg se nachází v obci Aabenraa. Do 31. prosince 2006 patřil pod správu obce Bov.

## Významní rodáci
- Niels-Peter Mørck (* 1990 v Padborgu) – dánský fotbalový záložník, který hraje za italský klub Virtus Bolzano.

## Poloha
Padborg je strukturálně úzce spjat se sousedními městy Bov a Frøslev. Historické centrum Padborgu se nachází jižně od větší části obce na německo-dánských hranicích u místního vlakového nádraží.
Ulice Industrievej, která vede souběžně s železniční tratí z Německa do Dánska, přibližné kopíruje hranici se sousedním Frøslev. Mezi městy Bov a Padborg leží městečko Oldemorstoft, které od sebe odděluje obě města.

## Historie
Původně byl Padborg jen hostinec na cestě Ochsenweg západně od vesnice Bov. Obec vznikla až výstavbě železniční trati Flensburg–Fredericia v 60. letech 19. století.
Od jeho oficiálního založení dne 15. července 1901 zde vznikla odbočka železnice Padborg–Tørsbøl do Sønderborgu.
Překreslení německo-dánské hranice v roce 1920 udělalo z Padborgu pohraniční město – původně se oficiálně nazývalo Paddeborg. I když se železnice do Sønderborgu stala méně důležitou, význam města jako silničního uzlu rostl. V roce 1936 byl úsek Padborg-Tørsbøl zrušen. Stanice byla přesunuta severně a stala se pohraniční přechodovou stanicí.
Později se Padborg rozrostl ve město. Okolní města, jako je Bov, Frøslev nebo například Duborg, z toho důvodu dostala poštovní směrovací číslo stejné, jako Padborg.

## Pamětihodnosti
- V Padborgu se nachází Padborgská vodárenská věž, která je zároveň nejvyšší budovou ve městě.
- Nedaleké městské muzeum Bov v Oldemorstoft zabývající se historií Padborgu.
- Celnice začíná v Padborgu, bývalém kontrolním bodě, kde dánští četníci hlídkovali na německo-dánských hranicích v letech 1920 až 1958.
- Bývalý internační tábor Frøslev, který je částečně muzeem.